# Sportske novosti
Sportske novosti (in italiano Novità sportive) è un quotidiano sportivo croato, con sede a Zagabria. È il primo quotidiano sportivo del Paese.
Dal 1950 i giornalisti di Sportske novosti eleggono il Miglior atleta dell'anno in patria.
La testata assegna anche un premio al calciatore dell'anno  al miglior giocatore che milita nella Prva HNL.

## Albo d'oro del premio del calciatore dell'anno
- 1992 -  Goran Vučević, Hajduk Spalato
- 1992-1993 -  Goran Vlaović, Croazia Zagabria
- 1993-1994 -  Mladen Mladenović, Rijeka
- 1994-1995 -  Robert Špehar, Osijek
- 1995-1996 -  Igor Cvitanović, Croazia Zagabria
- 1996-1997 -  Igor Cvitanović, Croazia Zagabria
- 1997-1998 -  Mario Bazina, Hrvatski Dragovoljac
- 1998-1999 -  Miljenko Mumlek, Varteks Varaždin
- 1999-2000 -  Ivan Bošnjak, Cibalia
- 2000-2001 -  Boško Balaban, Dinamo Zagabria
- 2001-2002 -  Ivica Olić, NK Zagabria
- 2002-2003 -  Ivica Olić, Dinamo Zagabria
- 2003-2004 -  Niko Kranjčar, Dinamo Zagabria
- 2004-2005 -  Mladen Bartolović, NK Zagabria
- 2005-2006 -  Eduardo, Dinamo Zagabria
- 2006-2007 -  Eduardo, Dinamo Zagabria

- 2007-2008 -  Luka Modrić, Dinamo Zagabria
- 2008-2009 -  Mario Mandžukić, Dinamo Zagabria
- 2009-2010 -  Senijad Ibričić, Hajduk Spalato
- 2010-2011 -  Ivan Krstanović, Dinamo Zagabria
- 2011-2012 -  Anas Sharbini, Hajduk Spalato[2]
- 2012-2013 -  Leon Benko, Rijeka
- 2013-2014 -  Duje Čop, Dinamo Zagabria
- 2014-2015 -  Gabrijel Boban, NK Zagabria
- 2015-2016 -  Tino-Sven Sušić, Hajduk Spalato
- 2016-2017 -  Franko Andrijašević, Rijeka
- 2017-2018 -  Héber Araújo dos Santos, Rijeka
- 2018-2019 -  Mijo Caktaš, Hajduk Spalato
- 2019-2020 -  Antonio Čolak, Rijeka
- 2020-2021 -  Ramón Miérez, Rijeka
- 2021-2022 -  Marko Livaja, Hajduk Spalato